# Yuka Miyazaki (football)
Pour les articles homonymes, voir Miyazaki (homonymie).
Cet article concerne une footballeuse japonaise. Pour la chanteuse et idole japonaise, voir Yuka Miyazaki.
Yuka Miyazaki (宮﨑 有香, Miyazaki Yuka), née le 13 octobre 1983, est une joueuse internationale de football japonaise.

## Biographie
Le 5 août 2001, elle fait ses débuts dans l'équipe nationale japonaise contre la Chine. Elle participe à la Coupe du monde 2003. Elle compte 18 sélections et 2 buts en équipe nationale du Japon de 2001 à 2009.

## Statistiques
Le tableau ci-dessous présente les statistiques de Yuka Miyazaki en équipe nationale,
| Équipe du Japon | Équipe du Japon | Équipe du Japon |
| Année           | Matchs          | Buts            |
| --------------- | --------------- | --------------- |
| 2001            | 5               | 0               |
| 2002            | 5               | 1               |
| 2003            | 6               | 1               |
| 2004            | 1               | 0               |
| 2005            | 0               | 0               |
| 2006            | 0               | 0               |
| 2007            | 0               | 0               |
| 2008            | 0               | 0               |
| 2009            | 1               | 0               |
| Total           | 18              | 2               |

## Palmarès
- Finaliste de la Coupe d'Asie 2001